# Trigonostreptus pseudoweberi
Trigonostreptus pseudoweberi är en mångfotingart som beskrevs av Demange 1961. Trigonostreptus pseudoweberi ingår i släktet Trigonostreptus och familjen Harpagophoridae. Inga underarter finns listade i Catalogue of Life.